# Tomoyuki Itamura
Tomoyuki Itamura (板村 智幸 Itamura Tomoyuki?) es un director, animador y guionista gráfico japonés. Se unió a OLM en 2002 como animador intermedio y se fue en 2007 para unirse a Shaft. Itamura se hizo cargo de la serie Monogatari de Tatsuya Oishi en su debut como director de televisión con Nisemonogatari. Con Akiyuki Shinbo, Itamura dirigió todas las entregas televisivas posteriores hasta que dejó el estudio después de Owarimonogatari II.

## Carrera
Itamura se unió a OLM en 2002, y primero se desempeñó como animador intermedio en la serie de televisión Crónicas Pokémon del estudio. En 2006, hizo el guion gráfico de dos episodios de Ray the Animation, y al año siguiente dejó el estudio, donde luego se unió a Shaft. Ese año, debutó como director de episodios con el tercer episodio de Sayonara Zetsubō Sensei, y en 2008 debutó como director de proyectos bajo la dirección principal de Akiyuki Shinbo con  Mahō Sensei Negima!: Shiroki Tsubasa Ala Alba. En 2012, Itamura sucedió a Tatsuya Oishi como sucesor de la adaptación de Shaft de la serie Monogatari luego de la decisión de Oishi de animar las novelas de Kizumonogatari en formato cinematográfico (que se completó en 2017). Comenzando con Nisemonogatari, Itamura dirigió todas las producciones televisivas posteriores de la serie Monogatari hasta Owarimonogatari II en 2017, que fue el año en que dejó Shaft.
El estilo de Itamura, específicamente como director de la serie Monogatari, ha sido descrito como mucho más minimalista que el de su predecesor Tatsuya Oishi, con un análisis crítico de su estilo que pone énfasis en contrastes de color nítidos, cambios en el arte estilístico, cambios en los esquemas de color generales y la implementación de "saltos de capítulo" que aprovechan la "naturaleza adaptativa" de la serie.

## Trabajos

### Series de televisión
Destaca papeles con funciones de dirección de series.
| Año  | Título                            | Director(es)                                             | Estudio     | Funciones | Refs.                             |
| ---- | --------------------------------- | -------------------------------------------------------- | ----------- | --- | --------------------------------- |
| 2002 | Crónicas Pokémon                  | Kunihiko Yuyama                                          | OLM         | Animador intermedio (#16) | [ 1 ]                             |
| 2005 | To Heart 2                        | Norihiko Sutō                                            | OLM         | Animador intermedio (#1) | [ 7 ]                             |
| 2005 | Guyver: The Bioboosted Armor      | Katsuhito Akiyama                                        | OLM         | Animador intermedio (#1, 5, 11, 15, 19, 23, 26)                                                                                               | [ 8 ]                             |
| 2006 | Ray the Animation                 | Naohito Takahashi                                        | OLM         | Guionista gráfico (#9, 11) | [ 2 ]                             |
| 2006 | Utawarerumono                     | Tomoki Kobayashi                                         | OLM         | Animador intermedio (#1) | [ 9 ]                             |
| 2007 | Mahō Sensei Negima!               | Shin Ōnuma Akiyuki Shinbo                                | Shaft       | Asistente de dirección de episodios (#25) | [ 10 ]                            |
| 2007 | Sayonara Zetsubō Sensei           | Akiyuki Shinbo                                           | Shaft       | Animador clave (#3) Episode director (#3, 6, 10)                                                                                              | [ 11 ] [ 12 ]                     |
| 2007 | Ef: A Tale of Melodies            | Shin Ōnuma                                               | Shaft       | 2.º animador clave (#12) | [ 13 ]                            |
| 2008 | (Zoku) Sayonara Zetsubō Sensei    | Akiyuki Shinbo Yukihiro Miyamoto                         | Shaft       | Guionista gráfico (#2, 7, 10, 13) Director de episodios (#7, 13) Animador clave (#10)                                                         | [ 14 ] [ 15 ] [ 16 ]              |
| 2008 | Hidamari Sketch x 365             | Akiyuki Shinbo                                           | Shaft       | Director de episodios (#5, 10) | [ 17 ]                            |
| 2008 | Ef: A Tale of Melodies            | Shin Ōnuma                                               | Shaft       | Guionista gráfico (#6, 10 | [ 18 ]                            |
| 2009 | Maria Holic                       | Yukihiro Miyamoto                                        | Shaft       | Director de episodios (#4) Guionista gráfico (#4, 7, 9)                                                                                       | [ 19 ] [ 20 ]                     |
| 2009 | (Zan) Sayonara Zetsubō Sensei     | Akiyuki Shinbo Yukihiro Miyamoto                         | Shaft       | Guionista gráfico (#5, 7–8) | [ 21 ]                            |
| 2009 | Bakemonogatari                    | Akiyuki Shinbo Tatsuya Oishi                             | Shaft       | Director de episodios (#2–3, 11, 14) Asistente de dirección de episodios (#7–10) Animador clave (#11) Guionista gráfico (#11–12, 14)          | [ 22 ] [ 23 ] [ 24 ] [ 25 ]       |
| 2010 | Arakawa Under the Bridge          | Akiyuki Shinbo Yukihiro Miyamoto                         | Shaft       | Director de episodios (#9) Guionista gráfico (#9)                                                                                             | [ 26 ]                            |
| 2010 | Arakawa Under the Bridge x Bridge | Akiyuki Shinbo Yukihiro Miyamoto                         | Shaft       | Guionista gráfico (#4) | [ 27 ]                            |
| 2010 | Soredemo Machi wa Mawatteiru      | Akiyuki Shinbo                                           | Shaft       | Director de episodios (#1, 7) Animador clave (#7) Guionista gráfico (#7)                                                                      | [ 28 ] [ 29 ] [ 30 ]              |
| 2011 | Puella Magi Madoka Magica         | Akiyuki Shinbo Yukihiro Miyamoto (series)                | Shaft       | Director de unidad y guionista gráfico (OP)                                                                                                   | [ 31 ]                            |
| 2011 | Denpa Onna to Seishun Otoko       | Akiyuki Shinbo Yukihiro Miyamoto                         | Shaft       | Director de episodios (#1, 9) Guionista gráfico (#1, 9) Animador clave (#9)                                                                   | [ 32 ] [ 33 ]                     |
| 2011 | Hidamari Sketch x SP              | Akiyuki Shinbo                                           | Shaft       | Director de episodios (#1) | [ 34 ]                            |
| 2012 | Nisemonogatari                    | Akiyuki Shinbo Tomoyuki Itamura                          | Shaft       | Director de la serie Guionista gráfico (#1, 3, 8) Director de episodios (#1, 8) Animador clave (#8) Asistente de dirección de episodios (#11) | [ 4 ] [ 35 ] [ 36 ] [ 37 ] [ 38 ] |
| 2012 | Nekomonogatari (Black)            | Akiyuki Shinbo                                           | Shaft       | Director Guionista gráfico (#3–4) Director de episodios (#3–4) Animador clave (#4)                                                            | [ 39 ] [ 40 ] [ 41 ]              |
| 2013 | Monogatari Series Second Season   | Akiyuki Shinbo Naoyuki Tatsuwa (#6–9) Yūki Yase (#14–17) | Shaft       | Director Guionista gráfico (#1, 5) Director de episodios (#1, 5) Animador clave (#23)                                                         | [ 42 ] [ 43 ] [ 44 ]              |
| 2014 | Hanamonogatari                    | Akiyuki Shinbo Tomoyuki Itamura                          | Shaft       | Director Guionista gráfico (#5) Director de episodios (#5) Animador clave (#5)                                                                | [ 45 ] [ 46 ] [ 47 ]              |
| 2014 | Mekakucity Actors                 | Akiyuki Shinbo Yūki Yase                                 | Shaft       | 2.º animador clave (#12) | [ 48 ]                            |
| 2014 | Tsukimonogatari                   | Akiyuki Shinbo Tomoyuki Itamura                          | Shaft       | Director Guionista gráfico (#4) Director de episodios (#4)                                                                                    | [ 49 ] [ 50 ]                     |
| 2015 | Owarimonogatari                   | Akiyuki Shinbo Tomoyuki Itamura                          | Shaft       | Director Guionista gráfico (#1–2) Director de episodios (#1–2, 8–9)                                                                           | [ 4 ] [ 51 ] [ 52 ]               |
| 2016 | Sangatsu no Lion                  | Akiyuki Shinbo Kenjirō Okada (serie)                     | Shaft       | Guionista gráfico (#4) | [ 53 ]                            |
| 2017 | Owarimonogatari II                | Akiyuki Shinbo Tomoyuki Itamura                          | Shaft       | Director Guionista gráfico (#1–3, 7; OP 2) Director de episodios (#1, 4, 7; OP 2)                                                             | [ 54 ] [ 55 ] [ 56 ]              |
| 2019 | Carole & Tuesday                  | Shinichirō Watanabe Motonobu Hori                        | Bones       | Guionista gráfico (#14, 18, 23) | [ 57 ]                            |
| 2019 | Ahiru no Sora                     | Keizō Kusakawa Shingo Tamaki                             | Diomedéa    | Guionista gráfico (#10, 13, 18, 24) | [ 58 ]                            |
| 2021 | Godzilla Singular Point           | Atsushi Takahashi                                        | Bones       | Guionista gráfico (#4–5) | [ 59 ]                            |
| 2021 | Vanitas no Carte                  | Tomoyuki Itamura                                         | Bones       | Director Guionista gráfico (#1–2, 4–7, 12–13, 23; ED 2) Director de unidad (ED 2)                                                             | [ 60 ] [ 61 ]                     |
| 2022 | Yofukashi no Uta                  | Tomoyuki Itamura Tetsuya Miyanishi                       | Liden Films | Director Guionista gráfico (#9, 13; ED) Director de unidad (ED) Asistente de dirección de episodios (#3) Animador clave (#13)                 | [ 62 ] [ 63 ] [ 64 ]              |
| 2025 | Yofukashi no Uta 2nd Season       | Tomoyuki Itamura                                         | Liden Films | Director Guionista gráfico (#1-2, 4-5) | [ 65 ]                            |

### OVAs
Destaca papeles con funciones de dirección de series.
| Año  | Título                                        | Director(es)                         | Estudio               | Funciones                            | Refs. |
| ---- | --------------------------------------------- | ------------------------------------ | --------------------- | ------------------------------------ | ----- |
| 2009 | Mahō Sensei Negima!: Shiroki Tsubasa Ala Alba | Akiyuki Shinbo Tomoyuki Itamura (#3) | Shaft Studio Pastoral | Director (#3) Guionista gráfico (#3) | [ 3 ] |

### ONAs
Destaca papeles con funciones de dirección de series.
| Año  | Título           | Director(es)                                   | Estudio      | Funciones                                                        | Refs.                |
| ---- | ---------------- | ---------------------------------------------- | ------------ | ---------------------------------------------------------------- | -------------------- |
| 2016 | Koyomimonogatari | Akiyuki Shinbo Tomoyuki Itamura                | Shaft        | Director Director de episodios (#1–2) Guionista gráfico (#11–12) | [ 66 ] [ 67 ] [ 68 ] |
| 2020 | Super Shiro      | Masaaki Yuasa (jefe) Tomohisa Shimoyama (jefe) | Science Saru | Guionista gráfico (#35)                                          | [ 69 ]               |

### Películas
| Año  | Título                                          | Director(es)                     | Estudio     | Funciones                            | Refs.  |
| ---- | ----------------------------------------------- | -------------------------------- | ----------- | ------------------------------------ | ------ |
| 2006 | Dōbutsu no Mori                                 | Jōji Shimura                     | OLM         | Animador intermedio                  | [ 70 ] |
| 2012 | Puella Magi Madoka Magica the Movie: Beginnings | Akiyuki Shinbo Yukihiro Miyamoto | Shaft       | Director de unidad Guionista gráfico | [ 71 ] |
| 2012 | Puella Magi Madoka Magica the Movie: Eternal    | Akiyuki Shinbo Yukihiro Miyamoto | Shaft       | Director de unidad Guionista gráfico | [ 72 ] |
| 2018 | Quiero comerme tu páncreas                      | Shinichirō Ushijima              | Studio VOLN | Director de unidad Guionista gráfico | [ 73 ] |